# Pantener Moorweiher und Umgebung
Der Pantener Moorweiher und Umgebung ist ein Naturschutzgebiet in der schleswig-holsteinischen Gemeinde Panten im Kreis Herzogtum Lauenburg.

## Allgemeines
Das rund 147 Hektar große Naturschutzgebiet ist unter der Nummer 173 in das Verzeichnis der Naturschutzgebiete des Ministeriums für Landwirtschaft, Umwelt und ländliche Räume eingetragen. Es wurde Ende 1996 ausgewiesen (Datum der Verordnung: 20. Dezember 1996). Zuständige untere Naturschutzbehörde ist der Kreis Herzogtum Lauenburg. Das Naturschutzgebiet liegt nordwestlich von Mölln westlich des Elbe-Lübeck-Kanals. Es besteht aus drei Teilflächen. Die größte der drei Teilflächen liegt zwischen Panten und Hammer. Sie bildet das gleichnamige, 89 Hektar große FFH-Gebiet. Die anderen beiden Teilflächen liegen zwischen Neu-Lankau und Hammer direkt am Elbe-Lübeck-Kanal.

## Beschreibung

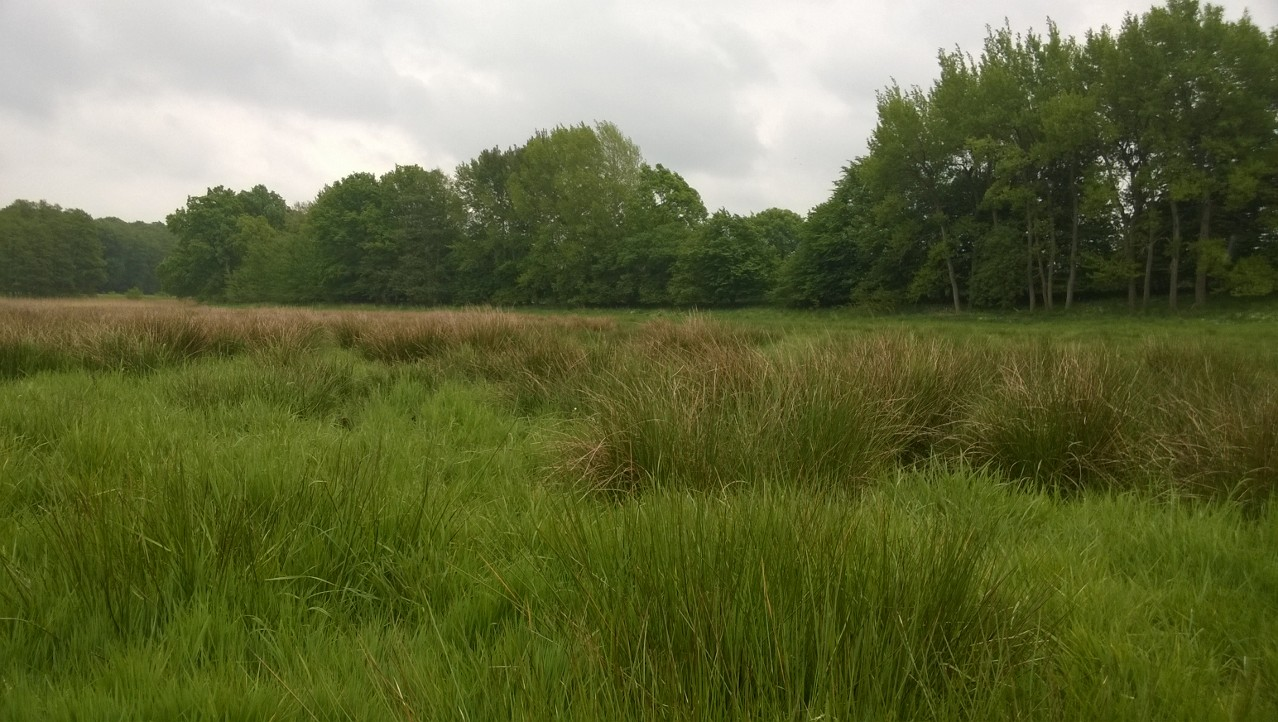
Feuchtwiesen im nördlichen Bereich

Das Naturschutzgebiet liegt in einem Teil des eiszeitlich gebildeten Schmelzwasserrinnentals der Stecknitz. Es stellt im Kern den Pantener Moorweiher sowie ein Mosaik unterschiedlicher Lebensräume, darunter Sanderflächen, quellige Moränen-Steilhänge, offene Wasserflächen, Verlandungszonen und Bruch- und Quellwälder sowie Trocken- und Magerrasen im Bereich eines ehemaligen Bodenabbaugebietes in der Teilfläche bei Hammer. Die Flächen des Naturschutzgebietes wurden im Rahmen eines Flurbereinigungsverfahren unter Berücksichtigung des Schutzzweckes zusammengefasst. Die Gräben um den Pantener Moorweiher wurden verschlossen und das Gelände wiedervernässt, wodurch um den Moorweiher eine Sumpflandschaft mit Seggenrieden, Feuchtstaudenfluren und Weidengebüschen entstanden ist. Am Rand des versumpften Bereiches hat sich ein Röhrichtgürtel ausgebreitet, stellenweise wächst Bruchwald. Die übrigen Bereiche werden von feuchten bis frischen Weiden eingenommen, die teilweise durch Knicks strukturiert sind. Hangbereiche werden teilweise von Quellwald, artenreichem Buchenwald und Erlen-Eschen-Wald eingenommen. Der Bereich der Stecknitzwiesen südwestlich von Neu-Lankau wird von Feuchtwiesen eingenommen. Zum Elbe-Lübeck-Kanal hin werden Teilbereiche von Röhrichtflächen, Streuwiesen und Bruchwäldern eingenommen. Im Bereich des ehemaligen Bodenabbaugebietes bei Hammer herrschen vielfach trockene Standorte mit Trocken- und Magerrasen, Heide und gehölzarmen Sand-Pionierfluren vor. Hier sind durch die frühere Nutzung auch mehrere kleine Stillgewässer entstanden.
Durch die unterschiedlichen Lebensräume kommen im Naturschutzgebiet eine Vielzahl verschiedener Tiere und Pflanzen vor. So sind u. a. Wachtelkönig, Rohrdommel, Tüpfelsumpfhuhn, Rothalstaucher, Zwergtaucher, Haubentaucher, Rohrweihe, Neuntöter und Braunkehlchen hier heimisch. Seeadler und Fischadler kommen als Nahrungsgäste vor, auch Silberreiher können zeitweise beobachtet werden. In den feuchten Bereichen kommen Laubfrösche und verschiedene Libellen vor. 2018 wurden im Naturschutzgebiet 850 Wechselkröten ausgesetzt, die eine neue Population aufbauen sollen. Die trockenen, nährstoffarmen Standorte im Bereich des ehemaligen Bodenabbaugebietes konnten sich nach dem Ende der Nutzung weitgehend ungestört entwickeln. Sie sind Lebensraum der Zauneidechse. Hier kommen verschiedene Laufkäfer- und zahlreiche Bienen- und Wespenarten vor, darunter Sandwespen, Bienenwolf, Rotbeinige Wegwespe und Dünensandlaufkäfer. Außerdem sind Blauflügelige Ödlandschrecke und neben anderen die Schmetterlinge Wegerichscheckenfalter, Hornissenglasflügler und Sandstrohblumeneulchen hier heimisch. Die Flächen sind auch Rückzugsraum spezialisierter Pflanzen wie Sandstrohblume, Silbergras, Filzkraut und verschiedener Flechten.
Das Naturschutzgebiet ist größtenteils von landwirtschaftlichen Nutzflächen umgeben. Es wird von Natur Plus e. V. Panten betreut. Die halboffene Weidelandschaft um den Pantener Moorweiher wird zur Pflege beweidet. Teile des Naturschutzgebietes können am Rand von Wegen sowie von einer Beobachtungsplattform aus eingesehen werden. Lediglich im Bereich des ehemaligen Bodenabbaugebietes verläuft ein Wanderweg durch das Schutzgebiet. An mehreren Stellen sind Infotafeln aufgestellt.